# Lijst van Iraakse autosnelwegen

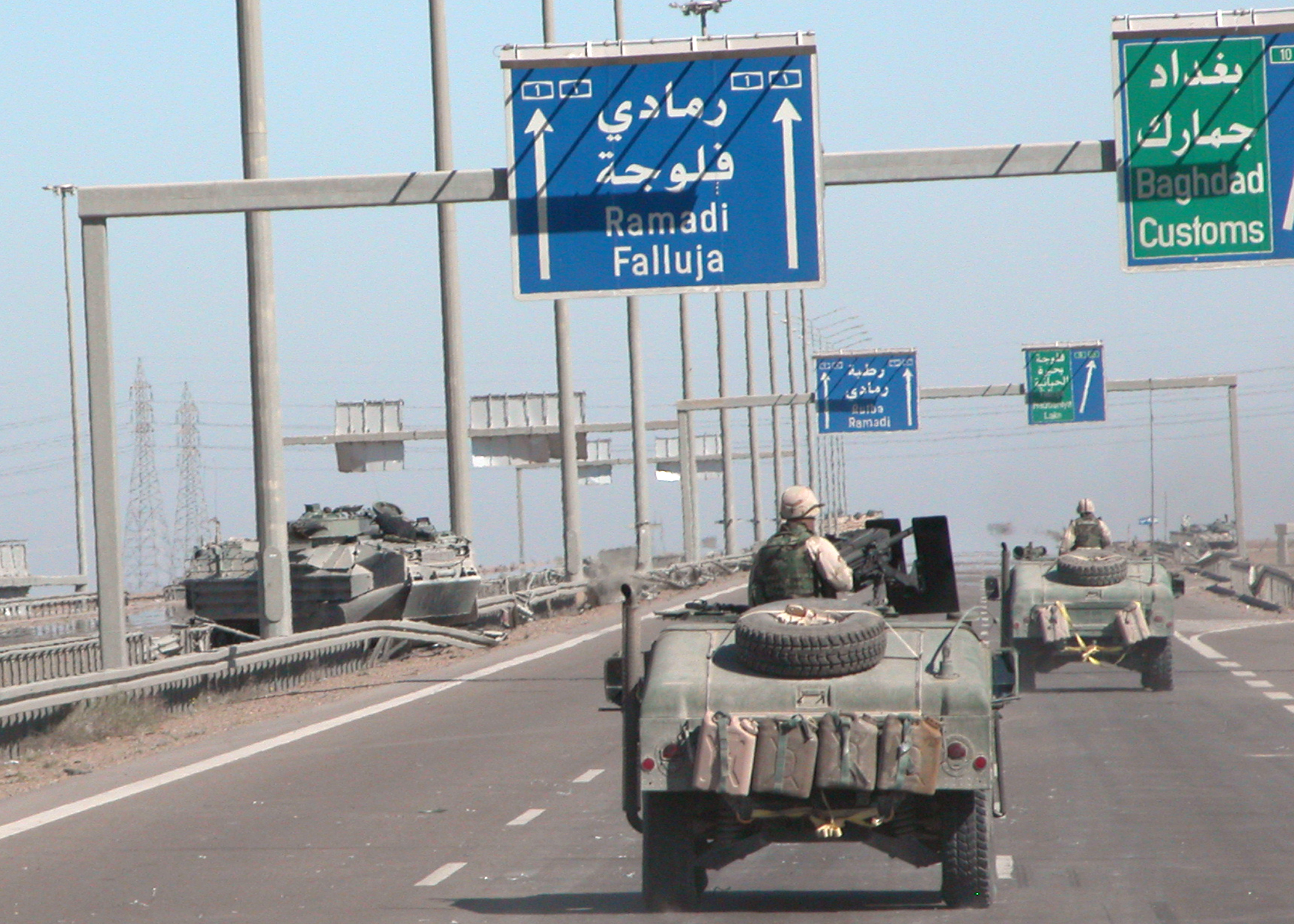
Freeway 1

Hieronder volgt een lijst van autosnelwegen in Irak (Arabisch: طريق المرور السريع رقم).  Verschillende snelwegen maken deel uit van het Internationaal wegennetwerk van de Arabische Mashreq.
| Schild | Nummer of naam | Route                               |
| ------ | -------------- | ----------------------------------- |
|        | Freeway 1      | Basra-Ar Rutwa                      |
|        | Freeway 31     | centraal-Basra - Freeway 1          |
|        | Freeway 88     | knooppunt route 2 - grens met Syrië |
|        | Freeway 90     | Erbil-Duhok                         |
|        | Freeway 96     | Bagdad-Abu Graib-Freeway 1          |
|        | Freeway 97     | centraal-Bagdad - Freeway 1         |
|        | Freeway 120    | ring om Erbil                       |
|        | Freeway 150    | ring om Erbil                       |